# Bazzania revoluta
Bazzania revoluta là một loài rêu tản trong họ Lepidoziaceae. Loài này được (Stephani) N. Kitag. miêu tả khoa học lần đầu tiên năm 1972.